# 新港东站
新港东站是广州地铁8號線的车站，於2003年6月28日启用。车站位於中国廣東省廣州市海珠区新港东路會展南一路口東側的地底，华南快速干线新港东立交的以東，邻近广交会展馆。车站采用了紫蓝色作为主色调。

## 車站結構

### 車站樓層
本站共有兩層，地面為车站各出入口，周边为新港東路、广交会展馆A/D区及邻近建筑，地下一層为南北站厅以及8號線月台；地下二層為聯絡通道。
| 地下一层 | 北站廳   | 售票機、客服中心、警务室、安检设施      |  |  |
|          | 侧式站台 |                                         |  |  |
|          | 1 站台   | █8号线 滘心方向（下站：磨碟沙）         |  |  |
|          | 2 站台   | █8号线 万胜围方向（下站：琶洲）         |  |  |
|          | 侧式站台 |                                         |  |  |
|          | 南站廳   | 售票機、客服中心、商店、安检设施        |  |  |
| 地下二层 | 聯絡通道 | 非付費區來往兩側站廳 付費區來往兩側月台 |  |  |

### 站厅
新港东站分為南北兩個站廳，均位于地下一层。兩個站廳及兩個月台无论在收费区范围以及非收费区范围均可由兩條路軌下方的联络通道前往。
车站商店及自助服务方面，新港东站设置了7-11便利店、鸭脖店等商店，皆位于南站厅；另外，本站亦提供自动售卖机、自动售卡/充值机等自助服务。

### 月台
本站設有兩個側式月台，位於新港東路地底。
本站的站名书法字系时任广州市书法家协会副主席姚永全之手笔。

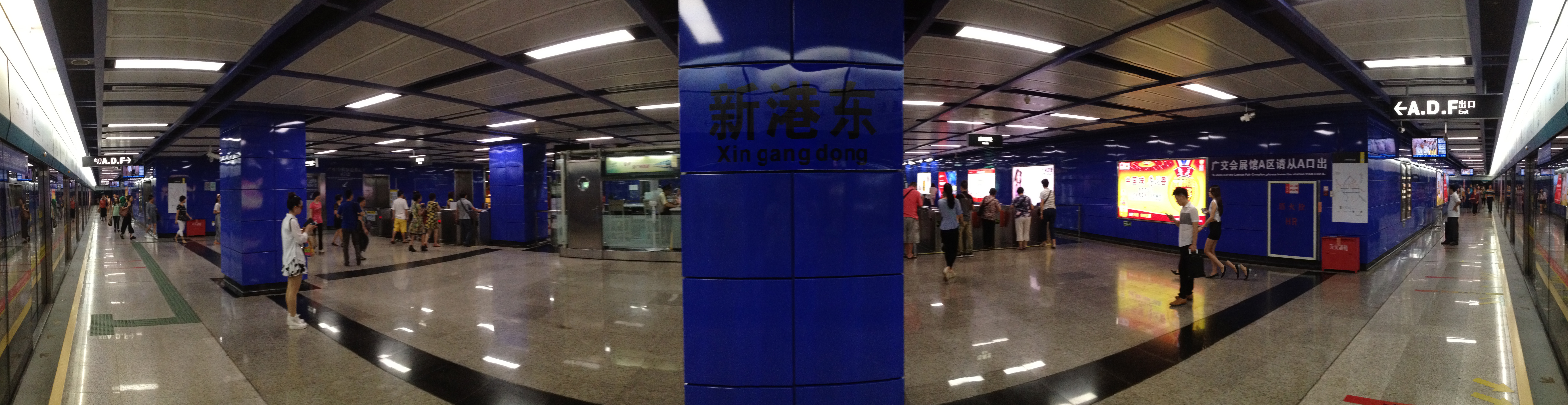
月台全景图（万胜围方向）

### 出入口
新港东站共設有6个出入口，目前开通3个。A出入口可直接前往广交会展馆A区、D区，2024年12月的新版线网图中专门添加了此项备注。
在车站启用初期，仅开通A、F两个出入口。2012年7月1日原来的F出入口永久关闭，并在同側50米处（往会展南一路方向）开通临时出口替代，后在南丰汇国际会展中心地库設置新F口，并停用原臨時出入口。后来亦开通D出入口。此外本站亦规划有地下通道联通广交会四期展馆。
|                                                     |                                                           |      |          |                                                      |
| 編號                                                | 设施                                                      | 照片 | 出口指示 | 建議前往的目的地                                     |
| 北站廳                                              |                                                           |      |          |                                                      |
| A                                                   | 盲道标志 · 轮椅升降台标志 · 无障碍通道标志 · 扶手电梯标志 |      | 新港东路 | 广交会展馆（A区、D区）、广交会展馆公交车站（西行）   |
| 南站廳                                              |                                                           |      |          |                                                      |
| D                                                   | 盲道标志 · 轮椅升降台标志 · 扶手电梯标志                  |      | 新港东路 | 广东财经大学、南丰汇（地铁新港东站）公交总站         |
| F                                                   | 盲道标志 · 扶手电梯标志                                   |      | 新港东路 | 南丰汇、南丰国际会展中心、广交会展馆公交车站（东行） |
| 註： 設有 \| 設有 \| 設有輪椅升降台 \| 設有扶手電梯 |                                                           |      |          |                                                      |

## 接驳交通
| 编号 | 编号                 | 线路                  | 线路                  | 线路                   | 收费                  | 备注                            |
| ---- | -------------------- | --------------------- | --------------------- | ---------------------- | --------------------- | ------------------------------- |
|      | 229                  | 罗冲围（松南路）      | ⇆                     | 琶洲石基村（黄埔古港） | 3元                   |                                 |
|      | 239                  | 华景新城（翰景路）    | ⇆                     | 南洲北路               | 2元                   |                                 |
|      | 262                  | 珠江帝景苑            | ⇆                     | 新洲码头               | 2元                   | 经赤岗北路（艺洲路口）          |
|      | 304                  | 长隆旅游度假区        | ⇆                     | 棠德花苑               | 3元                   |                                 |
|      | 582                  | 海珠客运站            | ⇆                     | 凌塘村                 | 2元                   |                                 |
|      | 582班车              | 琶洲保利              | ⇆                     | 起云路                 | 2元                   |                                 |
|      | 763                  | 已于2024年9月28日停办 | 已于2024年9月28日停办 | 已于2024年9月28日停办  | 已于2024年9月28日停办 | 已于2024年9月28日停办           |
|      | 988                  | 已于2024年5月5日停办  | 已于2024年5月5日停办  | 已于2024年5月5日停办   | 已于2024年5月5日停办  | 已于2024年5月5日停办            |
|      | B7快线               | 海珠客运站            | ⇆                     | 车陂路                 | 2元                   |                                 |
|      | 旅游公交3线          | 中成路                | ⇆                     | 琶洲石基村（黄埔古港） | 3元                   |                                 |
|      | 大学城专线3大学城3线 | 广东药学院            | ⇆                     | 大学城（中部枢纽）     | 3元                   | 15分/班（寒暑假期间30–60分/班） |
|      | 夜20                 | 广州南站              | ⇆                     | 车陂                   | 4元                   | 125路附属线路                   |
|      | 夜66                 | 珠江帝景苑            | ⇆                     | 新洲码头               | 3元                   | 经客村立交 262路附属线路        |
|      | 夜70                 | 天河客運站            | ⇆                     | 北山村（新滘东路）     | 4元                   | 252路附属线路                   |
|      | 夜101                | 沥滘                  | ⇆                     | 沐陂村                 | 4元                   | 582路附属线路                   |

| 编号 | 编号 | 线路                 | 线路 | 线路                   | 收费 | 备注 |
| ---- | ---- | -------------------- | ---- | ---------------------- | ---- | ---- |
|      | 467  | 赤沙（广东财经大学） | ⇆    | 南丰汇（地铁新港东站） | 2元  |      |

## 利用狀況
本站是广州国际会議展覽中心的交通配套之一，當举行廣交會或其它活動時候，眾多客商及參觀遊客都會取道本站前往，车站会在早晚高峰时段根据客流状况实施客流控制。

### 春运专列
2008年春運适逢南方地区雪灾，导致大量乘客滞留广州火车站。为减缓广州站的客运压力，当局于2009年起使用廣州國際會議展覽中心作為春運持票旅客異地候車點。因此，當時連接會展中心和廣州火車站的舊2號綫便被政府要求為異地候車旅客提供免費的列車服務，從會展中心運送到廣州火車站。此服務便被稱為春運專列。
在开设初期，為免影響市民的通勤，需要異地候車的火車班次皆為晚上開出。每晚繁忙時間之後，本站會封閉北邊站廳，專供異地候車旅客登車前往廣州火車站。这时乘客需从本站前往三元里方向时，需先乘搭地铁前往琶洲站然后再乘坐往三元里方向的列车。路線拆解後，该专列仍开行，但改为封闭往凤凰新村月台后端供異地候車旅客乘车，直至2015年，广州取消琶洲異地候車措施，因此廣州地鐵也不再開行春運專列。

## 历史
本站最早出現在1997年的《廣州市城市快速軌道交通線網規劃研究（最終報告）》，是當時5號線的其中一座中途站。後來本站確定與2号线首期工程一同先行建設，并于2003年6月28日投入使用。2010年9月22日至24日，本站隨舊2號線一同停運，進行線路拆解。9月25日清晨本站重启服务，並改屬新的8號線。
2022年年末疫情期间，本站曾受防控措施影响，于2022年11月5日9时至11月27日暂停服务；期间为服务成人高考等考试考生，5日及6日的早上9时前仍维持正常服务。